# Tahrir al-Sham
Hay'at Tahrir al-Sham (árabe: هيئة تحرير الشام, Hayʼat Taḥrīr al-Shām; português: Organização pela Libertação do Levante ou Comité de Libertação do Levante), simplesmente conhecido por Tahrir al-Sham e tendo como abreviatura de HTS, ou, também conhecido anteriormente como Al-Qaeda na Síria, foi uma organização política e paramilitar salafita jihadista, de orientação sunita, envolvida na Guerra Civil Síria.
O HTS foi considerado uma das facções militares mais poderosa dentro da oposição síria. É designado como um grupo terrorista pelos governos dos Estados Unidos, Reino Unido, Canadá, Rússia, União Europeia e alguns outros países. Tendo sido a ponta de lança e principal instigador das ofensivas da oposição síria ao final de 2024, o HTS, após a queda de Damasco, assumiu a posição de comando dentro do Governo de transição sírio.
Em 29 de janeiro de 2025, na Conferência da Vitória da Revolução Síria realizada em Damasco, Hassan Abdel Ghani, porta-voz do Comando de Operações Militares, anunciou a dissolução do HTS e de várias facções armadas e declarou que elas se tornariam parte de "instituições estatais".

## História

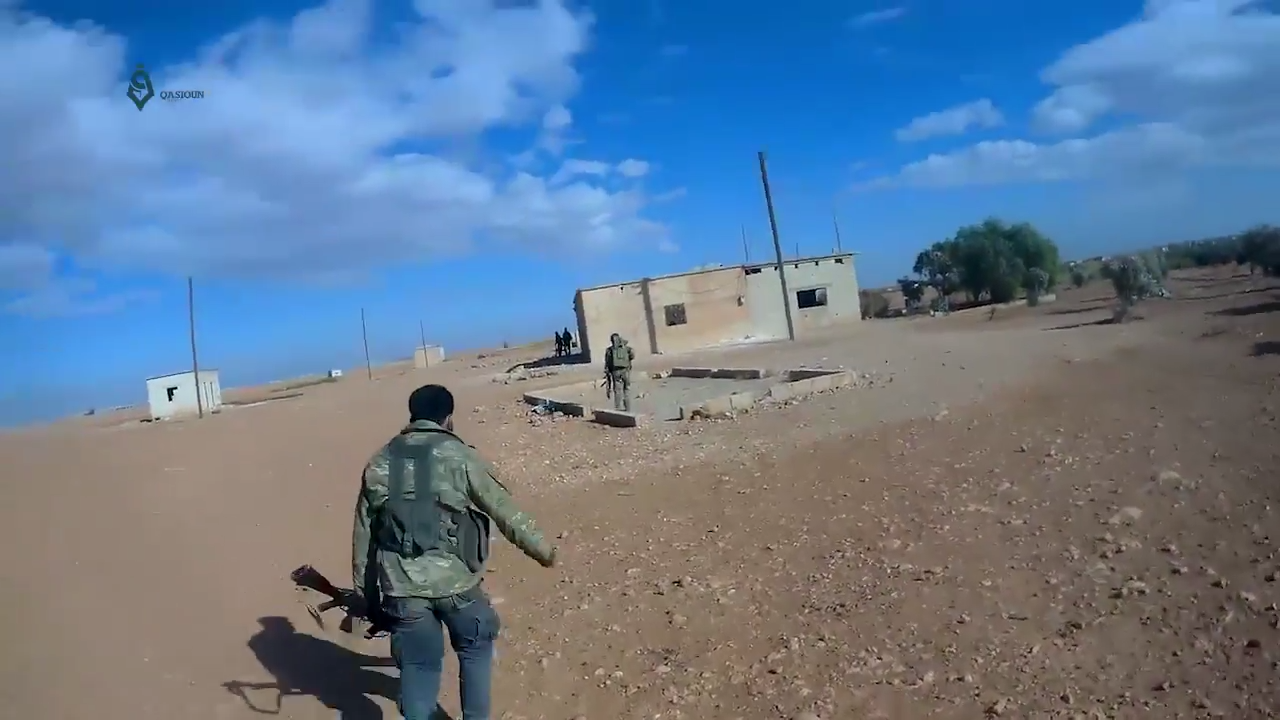
Combatentes do Hayat Tahrir al-Sham em Hama, na Síria.

O grupo foi formado a 28 de janeiro de 2017 após um acordo de fusão entre Jabhat Fateh al-Sham (ex-Jabhat al-Nusra), Frente Ansar al-Din, Jaysh al-Sunna, Liwa al-Haqq e Movimento Nour al-Din al-Zenki. Após a criação, diversos outros grupos e pessoas se juntaram ao grupo. Esta nova organização é liderada, essencialmente, por membros da Jabhat Fateh al-Sham e antigos membros do Ahrar al-Sham. Diversos membros do Ahrar al-Sham juntaram-se a este grupo, guiados pelos seus valores  salafitas e conservadores. Apesar da fusão, muitos analistas continuam a referir-se a este grupo pelo nome Jabhat al-Nusra ou Jabhat Fateh al-Sham, o grupo mais poderoso desta fusão.
Mesmo com a fusão, Tahrir al-Sham é considerado como o braço armado da Al-Qaeda na Síria,[ligação inativa] com diversos combatentes e líderes do grupo a seguirem as ordens da Al-Qaeda, e, que apesar desta fusão, muitos dos seus líderes respondem perante aos líderes da Al-Qaeda, bem como, muitos dos seus membros se guiam pelos mais valores mais extremistas e radicais defendidos pela Al-Qaeda.[ligação inativa]
Tahrir al-Sham continuaria a defender a ideologia da Al-Nusra, em transformar a Síria num emirado islâmico salafita, liderado pela Al-Qaeda. Apesar destas acusações, o grupo recusa quaisquer ligações atuais com a Al-Qaeda e afirmando numa declaração que "é uma organização independente e não uma extensão de antigas organizações ou facções. Além disto, grupos como o Movimento Nour al-Din al-Zenki chegaram a ser apoiados diretamente pelos Estados Unidos.

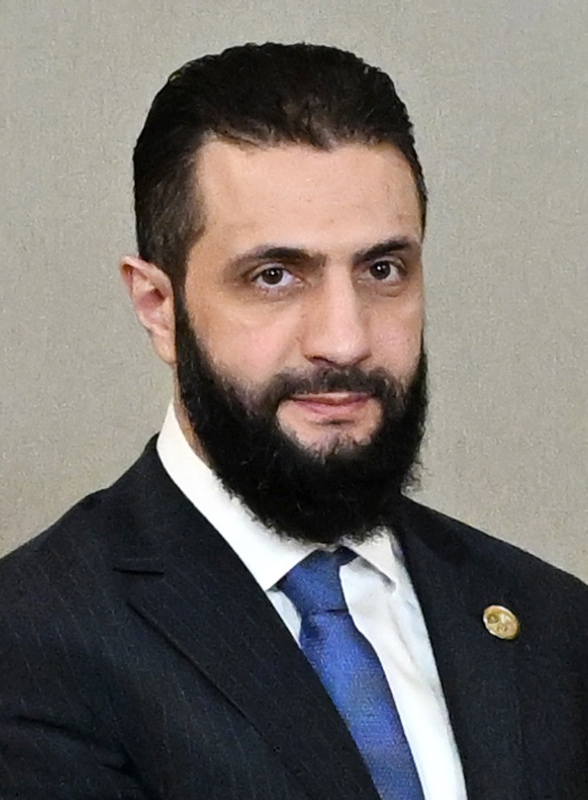
Ahmed Hussein al-Sharaa, ou Abu Mohammad al-Julani, líder do HTS durante toda a existência do grupo, que serviu como presidente da Síria a partir de 2025.

Atualmente, é um dos grupos armados anti-governo de Bashar al-Assad mais fortes, sendo apenas superado pelo Exército Nacional Sírio, grupo financiado e armado pela Turquia, com quem Tahrir al-Sham tem relações ambíguas, ora combatendo lado-a-lado contra o regime, ora entrando em confronto entre si. Apesar de ser considerado um grupo terrorista pela Turquia, as relações com o governo turco são, desde 2017, de cooperação e entendimento com ambos a partilharem o desejo de impedir o avanço das tropas sírias e russas na província de Idlib.
Tahrir al-Sham declarou a sua ligação ao Governo de Salvação Sírio, que é um governo alternativo da Oposição Síria localizado na província de Idlib.
As minorias drusa e cristã na província de Idlib sofreram todos os tipos de abusos, desde conversões forçadas até assassinatos, tomada de reféns, estupro e desapropriação. Desde 2020, a organização islâmica tem sido menos repressiva em relação às minorias religiosas. Algumas igrejas estão autorizadas a celebrar missas novamente, mas estão proibidas de tocar sinos ou erguer cruzes em seus edifícios.

### Violência contra mulheres e meninas
O HTS impõe códigos de vestimenta religiosos rigorosos para mulheres e meninas e restringe significativamente sua liberdade de movimento e acesso à educação. As mulheres só podem viajar quando acompanhadas por um parente do sexo masculino (mahram) e as violações dos decretos religiosos podem levar à prisão e à punição. As mulheres sofrem discriminação e violência generalizadas, inclusive detenção arbitrária, abuso sexual na prisão e sentenças de morte por acusações como “adultério” ou “blasfêmia”. Também é negado às mulheres o direito ao divórcio, elas são proibidas de usar maquiagem em público e de viver sozinhas. As mulheres casadas, inclusive as menores forçadas ao casamento infantil, não têm o direito de frequentar escolas e universidades públicas.
As mulheres ativistas, especialmente as que trabalham em funções humanitárias ou na mídia, têm sido particularmente visadas. Muitas são acusadas de alta traição ou outras acusações como pretexto para pressioná-las a cessar as atividades que criticam o HTS, que também prendeu mulheres com conexões familiares com grupos rivais ou facções da oposição como tática para obter vantagem ou forçar a cooperação. As mulheres detidas são submetidas a condições degradantes, incluindo isolamento, ameaças, falta de cuidados médicos e abusos. O HTS realizou execuções públicas de mulheres acusadas de adultério.

## Atentados suicidas
De acordo com o Washington Institute for Near East Policy, para o Hayat Tahrir al-Sham, os campos de deslocados internos são campos de recrutamento onde o grupo pode explorar a miséria de populações frágeis. Os jihadistas recrutaram milhares de adolescentes para serem utilizados na batalha de Ramouseh, em agosto de 2016, que permitiu uma brecha temporária no cerco de Alepo. A batalha tinha como objetivo aumentar o prestígio do HTS. A organização precisa agora de reabastecer constantemente o seu stock de kamikazes, um dos seus maiores trunfos na guerra. Embora sejam admirados por outros líderes jihadistas, os bombistas suicidas também os assustam porque sabem que não são imunes. O HTS pode contar com o Partido Islâmico do Turquestão (TIP), um forte aliado do HTS. O TIP conta com vários milhares de combatentes uigures de Xinjiang (China) para fornecer um grande número de bombistas suicidas doutrinados nos seus campos de treino para crianças perto de Jisr al-Shughour.